# Mesoleptus marginatus
Mesoleptus marginatus är en stekelart som först beskrevs av Thomson 1884.  Mesoleptus marginatus ingår i släktet Mesoleptus och familjen brokparasitsteklar. Arten är reproducerande i Sverige. Inga underarter finns listade i Catalogue of Life.